# Ambovombe Afovoany
Ambovombe Afovoany is een plaats en commune in Madagaskar, behorend tot het district Manandriana dat gelegen is in de regio Amoron'i Mania. Een volkstelling schatte in 2001 het inwonersaantal op ongeveer 10.000. De plaats biedt zowel lager als middelbaar onderwijs aan. Ook staat er een ziekenhuis ter beschikking van de burgers. 48,5% van de bevolking werkt als landbouwer en 48,5% houdt zich bezig met veeteelt. De belangrijkste landbouwproducten zijn rijst, pindas en gerst. Verder is 3% actief in de dienstensector.